# Mark Foster (golfer)

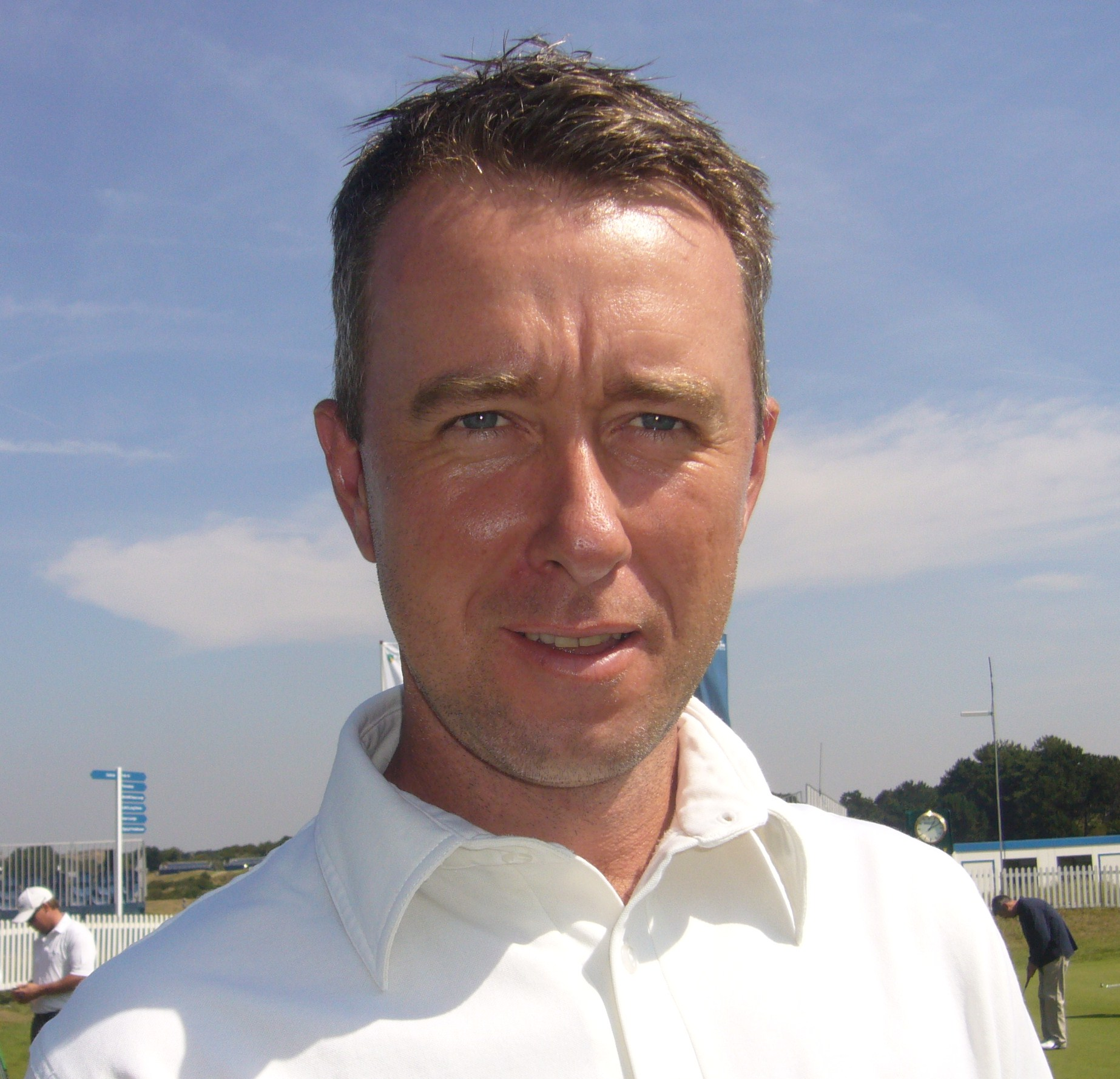
KLM Open 2009.

Mark Foster (Worksop, 1 augustus 1975) is een professioneel golfer uit Engeland.

## Amateur
Foster won het Engels Amateur tweemaal voordat hij in 1995 professional werd.

### Gewonnen
- 1992: Engels strokeplaykampioenschap U18
- 1994: Engels amateurkampioenschap
- 1995: Engels amateurkampioenschap, Brabazon Trophy (gedeelde eerste plaats met Colin Edwards)

### Teams
- Walker Cup (namens Groot-Brittannië en Ierland): 1995 (winnaars)
- St Andrews Trophy (namens Groot-Brittannië en Ierland): 1994 (winnaars)

## Professional
Zijn carrière als professional had een moeizame start want Foster kreeg rugklachten. Het Open in Interlaken bestond slechts uit één ronde, de rest van het toernooi werd geannuleerd wegens regen. In 2001 won hij tweemaal op de Challenge Tour en eindigde als winnaar van de Order of Merit. Twee jaar later kwam zijn eerste overwinning op de Europese Tour en sindsdien heeft hij zijn spelerskaart behouden. Zijn topjaar was 2007 met een 52ste plaats op de Order of Merit.

### Gewonnen

#### Challenge Tour
- 1997: Interlaken Open
- 2001: Stanbic Zambia Open, Charles Church European Challenge Tour Championship

#### Europese Tour
- 2003: Alfred Dunhill Championship in Zuid-Afrika